# Монт Мичел
Монт Мичел, позната и као Атакула, је највиши врх Апалачких планина и највиша тачка у источном делу Сједињених Америчких Држава, са надморском висином од 2.037м.
Смештен је у планинском венцу Црних планина и део је сложеног планинског система који садржи неке од најстаријих и најсложенијих геолошких формација на земљи. Иако су Црне планине дугачке само око 15км, главни врхови су у просеку високи знатно изнад 2.000м.
На његовој територији се налази заштићени државни парк "Монт Мичел" и окружен је Националном шумом Писга. 

## Географски положај
Монт Мичел се налази на Црним планинама у америчкој савезној држави Северна Каролина. То је највиша планина на истоку Северне Америке и налази се источно од реке Мисисипи. Бернсвил, у округу Јанси у Северној Каролини, налази се у близини планине Мичел. Планина је удаљена око 32км од Ешвила. Најближи високи врхови су у Јужној Дакоти, на Црним брдима. Парк Блу Риџ повезује Монт Мичел са Клигманс Домом, трећим највишим врхом источно од Мисисипија. Монт Мичел је велики део венца Црних планина, на њима се такође налази други највиши врх источно од Мисисипија, а то је Монт Крег.
Планина је такође заштићена државним парком истог имена, а окружује је Национална шума Писга. Многе стазе почињу у Националној шуми Писга, укључујући стазу Монт Мичел.
Топографска изолација планине је израчуната од најближе видљиве више тачке - Лон Буте, која је удаљена 1.913км на југоистоку савезне америчке државе Колорадо.

## Историја
Неки историчари верују да је Андре Мишо, француски научник и ботаничар, први eвропљанин који се попео на планину Мичел 1789. године. Џон Фрејзер, ботаничар из енглеске који је био врло сличан француском ботаничару Мишоу, истраживао је регион током касних 1700-их година. Дрвеће јеле Фрејзер, које се природно налазе на Црним планинама, добиле су име по енглеском ботаничару.

### Име и истраживања
Планина Мичел је добила име у част Елише Мичел, професора који је предавао на Универзитету Северне Каролине. Средином 1830-их, Мичел је истраживао Црне планине и проучавао њихову висину преко барометарских очитавања. Током тог времена, многи научници су претпоставили да је Грендфадер највиши врх у Северној Каролини, али ове тврдње су на крају биле нетачне, што је Мичел и доказао. Након што је професор Мичел поново посетио регион 1838. и 1844. године, одредио је да је највиша тачка у источној Америци била на Црним планинама, а не на Белим планинама Њу Хемпшира, како се раније веровало. Професор је закључио да је планина Мичел висока 2,033м, само 4 m мање од праве висине планине.
Бивши Мичелов студент, Томас Клингман, расправљао је о томе да ли су Мичелови прорачуни тачни. Након што је Мичел направио своје прорачуне, професор Мичел и његов ученик Клингман расправљали су око локације највише планине Северне Каролине. Током летњих месеци 1857. године, Мичел је настојао да потврди своју тврдњу и кренуо је на пешачење на планину Мичел. Међутим, његово путовање се показало фаталним када се оклизнуо и пао са литице у близини водопада. Након Мичелове смрти, његово тело је на крају сахрањено на врху планине Мичел. Гувернер Зебулон Венс постао је ватрена подршка Мичеловим доказима, а планина је добила име у његову част.

### Државни парк
Године1940., јавност Северне Каролине је коначно имала приступ највишем врху у држави када је завршен јавни пут. Осам година касније, аутопут 128 је завршен нудећи туристима нови парк за разгледање и путовање до планине. Највећи подстицај туризма догодио се са завршетком парка Блу Риџ 1950. године. Исте године 200.000 туриста је посетило врх. Планина Мичел је постала национални парк 1970-их година. Ипак, заједница око планине се борила против ове идеје, а Монт Мичел је остао државни парк. Средином 1990-их година, загађење и проблеми са инсектима изазвали су изумирање шума на врху планине Мичел. Унеско, Организација Уједињених нација за образовање, науку и културу, прогласила је планину Мичел међународним ресурсом биосфере 1993. године. Од свог одликовања, планина Мичел је ушла у „елитну групу локација широм света које су заштићене у сврху откривања решења проблема очувања, одрживог развоја и других питања”. 
- Монт Мичел

## Животна средина

### Флора
Врх планине је прекривен густом шумом смрче и јеле Апалачких планине, која се састоји првенствено од две зимзелене врсте: црвене смрче и јеле Фрејзер. Међутим, већину јели Фрејзер су у другој половини 20. века убили инсекти. Високе надморске висине излажу биљни живот високим нивоима загађења, укључујући киселе падавине у облику кише, снега и магле. Ове киселине делимично оштећују дрвеће црвене смрче ослобађањем природних метала из земље, као што је алуминијум, и испирањем важних минералних материја. Планина има много биљака као што су оксалис, планинска киселица, жута бреза и планински пепео. На вишим надморским висинама се појављују храстове шуме. Ту су и шибље дивље боровнице и купине.

### Фауна
На планини постоји најмање 91 врста птица. За посетиоце је постављена кула за посматрање одакле се виде сиви соколи. Може се уочити и сова. Лети се могу наћи тетребови, а на јесен су Монарх лептири и јастребови. Утврђено је да су црни медведи такође активни у овој области, није неуобичајено да се види медвед у државном парку Моунт Мичел, посебно током лета.

### Клима
Врх планине Мичел се одликује влажном континенталном климом, са благим летима и дугим, умерено хладним зимама, што је сличније југоисточној Канади него југоисточном САД. Просечна месечна дневна температура креће се од -3,8 °C у јануару до 15,3 °C у јулу. Најнижа температура икада забележена у овом подручју десила се 21. јануара 1985. године када је пала на -36,7 °C.
За разлику од нижих надморских висина у околним пределима, јаки снегови често падају на врху планине од децембра до марта, највеће количине су биле 1,27м акумулираних у великој мећави из 1993. године и 0,84 м у мећави у јануару 2016. године. Због велике надморске висине, падавине су обилне и падају током целе године, у просеку падне око 2060мм падавина за годину дана, при чему ниједан месец не добије мање од 127мм падавина. На самом врху се често јавља ветар, са забележеном јачином до 286 km/h.

## Државни парк Монт Мичел
Државни парк Монт Мичел је државни парк са површином од 1.938 хектара, у округу Јанси, Северна Каролина у Сједињеним Америчким Државама. Основан је 1915. године од стране државног законодавства. Постао је први државни парк Северне Каролине. Смештен је на крају аутопута 128, поред парка Блу Риџ у близини Бернсвила, Северна Каролина, укључује врх Моунт Мичел, највиши врх источно од реке Мисисипи.
Од паркинга, стрма поплочана стаза води посетиоце до врха и подигнуте платформе за посматрање са погледом од 360 степени. Гроб Елиша Мичела, професора који је први приметио висину планине, налази се у подножју платформе за посматрање. Стара осматрачница је срушена почетком октобра 2006. године. Стаза која води до врха је асфалтирана, а нова платформа за посматрање је изграђена и отворена за јавност у јануару 2009. године. На врху парка је сезонски отворена изложбена сала са информацијама о природном, културном и историјском наслеђу планине. У парку сезонски постоје ресторани и мали шаторски кампови. Зграде су изграђене 1950-их година и планира се реновирање истих. Већина посетилаца долази између маја и новембра, иако парк ради током целе године, јер је једини приступ до овог парка преко парка Блу Риџ. Парк је 2017. године имао 398.000 посетилаца.